# Вестерлунд, Эдвард
Эдвард Вильгельм «Ээту» Вестерлунд (фин. Edvard Vilhelm "Eetu" Westerlund; 1 февраля 1901, Гельсингфорс, Великое княжество Финляндское — 7 декабря 1982, Хельсинки, Финляндия) — финский борец греко-римского стиля, чемпион Олимпийских игр, чемпион и призёр чемпионатов мира и Европы, чемпион Финляндии по греко-римской и вольной борьбе

## Биография
Всю борцовскую карьеру Эдвард Вестерлунд менял весовые категории, в которых боролся, набирая и сбрасывая вес.
В 1921 году борец выступил на чемпионате мира в среднем весе, и сумел завоевать бронзу, а в 1922 году, выступая в лёгком весе, победил на чемпионате мира.
На Летних Олимпийских играх 1924 года в Париже вновь боролся в среднем весе, в категории до 75 килограммов. Турнир проводился по системе с выбыванием после двух поражений, а места распределялись соответственно количеству выигранных схваток. Схватка продолжалась 20 минут и если победитель не выявлялся в это время, назначался дополнительный 6-минутный раунд борьбы в партере. В его категории боролись 27 спортсменов.
| Круг | Соперник             | Страна     | Результат | Основание        | Время схватки |
| ---- | -------------------- | ---------- | --------- | ---------------- | ------------- |
| 1    | Дуру Садэ            | Турция     | Победа    | Туше             | 9:49          |
| 2    | Жан Дюмон            | Бельгия    | Победа    | Неявка соперника | -             |
| 3    | Ян Рейдерман         | Нидерланды | Победа    | По очкам         | -             |
| 4    | Харри Нильсон        | Швеция     | Победа    | По очкам         | -             |
| 5    | Роберт Кристофферсен | Дания      | Победа    | По очкам         | -             |
| 6    | Никола Грбич         | Югославия  | Победа    | По очкам         | -             |
| 7    | Артур Линдфорс       | Швеция     | Победа    | По очкам         | -             |

В 1927 году остался вторым на чемпионате Европы.
На Летних Олимпийских играх 1928 года в Амстердаме выступал уже в лёгком весе. В его категории, по системе выбывания после двух проигранных схваток, за награды боролись 19 спортсменов.
| Круг                    | Соперник        | Страна     | Результат | Основание | Время схватки |
| ----------------------- | --------------- | ---------- | --------- | --------- | ------------- |
| 1                       | Альберт Барбери | Аргентина  | Победа    | Туше      | -             |
| 2                       | -               | -          | -         | -         | -             |
| 3                       | Карл Педерсен   | Норвегия   | Победа    | Туше      | -             |
| 4                       | Лайош Керестеш  | Венгрия    | Поражение | По очкам  | -             |
| 5                       | Вальтер Массоп  | Нидерланды | Победа    | По очкам  | -             |
| 6                       | Эде Сперлинг    | Германия   | Поражение | По очкам  | -             |
| Схватка за третье место | Таяр Ялаз       | Турция     | Победа    | По очкам  | -             |

В 1933 году, в полулёгком весе, занял 3 место на чемпионате Европы.
На Летних Олимпийских играх 1936 года в Берлине выступал уже в полутяжёлом весе. В его категории боролись 13 спортсменов. Выбывание из турнира проходило по мере накопления штрафных баллов. Схватку судили трое судей, за чистую победу штрафные баллы не начислялись, за победу решением судей при любом соотношении голосов начислялся 1 штрафной балл, за проигрыш решением 2-1 начислялись 2 штрафных балла, проигрыш решением 3-0 и чистый проигрыш карался 3 штрафными баллами.
| Круг | Соперник     | Страна   | Результат | Основание               | Время схватки |
| ---- | ------------ | -------- | --------- | ----------------------- | ------------- |
| 1    | Аксель Кадье | Швеция   | Поражение | Туше (3 штрафных балла) | 5:30          |
| 2    | Жан Худи     | Франция  | Победа    | Туше (0 штрафных балла) | 19:50         |
| 3    | Олаф Кнудсен | Норвегия | Поражение | Туше (3 штрафных балла) | 9:33          |

Получив шесть штрафных баллов выбыл из турнира.
Братья Эдварда Вестерлунда Карл и Эмиль также были известными борцами: Карл выиграл олимпийскую бронзу в 1924 году, а Эмиль участвовал в олимпийских играх 1912 и 1920 годов.